# Fra Diavolo
Michele Arcangelo Pezza , conegut pel sobrenom de Fra Diavolo (Itri, 7 abril 1771 – Nàpols, 11 novembre 1806), fou un bandoler i militar del Regne de les Dues Sicílies, conegut per haver participat en el moviment dels santfedistes que lluitaven per enderrocar el govern de la República Partenopea, però sobretot per lluitar fins a la mort contra la invasió napoleònica del Regne de Nàpols. Alguns l'han descrit com un heroi popular, altres com un simple guerriller.

## Primers anys
Michele Arcangelo Pezza va néixer a Itri, ciutat que pertanyia a la regió llavors anomenada Terra di Lavoro. Era el cinquè fill de Francesco Pezza i d'Arcangela Matrullo, una de les famílies més prominents de la contrada. Els seus germans eren els bessons Giuseppe Antonio i Vincenzo Luca (nascuts el 1762), Maria Saveria Giuseppa (nascuda el 1766), Francesca Erasma Marianna (nascuda el 1768), Giovanni Nicola Pezza (nascut el 1774), Regina Maria Civita Pezza (nascuda el 1778), Maria Anna Zaccaria Pezza (nascuda el 1776) i Angelo Antonio Pezza (nascut el 1782). A Michele Arcangelo, el van batejar a l'església de Santa Maria Maggiore.
A l'edat de cinc anys, una greu malaltia va posar en perill la seva vida i veient que les cures eren ineficaces, la mare va demanar auxili a sant Francesc de Paula. El nen es va salvar i en agraïment la mare el va fer anar vestit de frare ja fos d'estiu o d'hivern. Quan Michele va créixer la mare va portar l'hàbit a l'església perquè altres veiessin la prova del favor fet. Per haver anat vestit així durant tota la seva infantesa, es va guanyar el sobrenom de «Fra Michele».
Va rebre els primers ensenyaments a l'escola de la seva parròquia, però no va resultar ser un bon estudiant. Durant una de les lliçons, el seu mestre Nicola De Fabritiis, davant el poc interès que posava en les classes va perdre la paciència i li va cridar l'atenció dient: "Tu no ets Fra Michele Arcangelo, tu ets Fra Diavolo".
De més gran, Michele ajudava el seu pare en les feines del camp, però aquest, veient-lo que es distreia amb els cavalls en lloc de collir les olives, el va enviar a treballar per un amic que tenia una botiga d'alimentació. Durant uns anys va complir amb la seva obligació fins que un dia l'amo es va discutir amb ell i el va copejar, qui en resposta va matar el guarnicioner amb una gran agulla utilitzada per embastar les cadires de muntar. Llavors Michele vn assassinar el germà de l'amo, Francesco Agresti (dit "Cara d'Argent"), perquè li havia jurat venjança. Amb això el jove es va veure obligat a amagar-se per les muntanyes (Monts Auruncs) i després va oferir els seus serveis al baró Felice di Roccaguiglielma, propietari del feu de Campello. Successivament es va traslladar al territori Sonnino, un municipi dels Estats Pontificis, on va ser acollit per una família itrana  que vivia allí. No se sap del cert si va treballar com a mercenari per la guàrdia pontifícia, però el fet és que va trobar la manera de subsistir en aquell territori. Com a fugitiu, va entrar en contacte amb nombrosos bandits amb els qui va establir bones relacions, aconseguint ràpidament una consideració digna d'un líder.

## Un any a l'exèrcit del Regne de Nàpols (1798)
El 1796 el Regne de Nàpols va enviar quatre batallons del seu exèrcit a combatre a la Llombardia al flanc dels aliats austríacs contra l'exèrcit de Napoleó Bonaparte, que aquell any estava envaint el nord de la península italiana. La Terra di Lavoro va aportar tropes i la família de Michele va pensar de treure'n profit presentant el 1797 una sol·licitud perquè canviessin la pena per doble homicidi per un ingrés en l'exèrcit. La petició fou acceptada i Michele va marxar a Sicília des d'on sortiria un batalló cap al nord. El comandament de la milícia va establir que el seu servei havia de durar tretze anys, començant a comptar des del 1798.
No va passar gaire temps abans que els francesos sota les ordres del general Jean Étienne Championnet envaïssin també el Regne de Nàpols, desmuntant l'exèrcit de Ferran IV de Borbó. El rei va fugir a Palerm (Sicília) mentre a la capital, Nàpols, només quedaven per presentar resistència als invasors una colla de voluntaris, els anomenats lazzari. El 15 de febrer Nàpols va caure en mans dels francesos, però això no era garantia de govern, ja que la resta del regne estava per conquerir. Enmig de la confusió, el 23 de gener, uns quants decebuts de la monarquia van proclamar la República Partenopea. Ferran IV, amb intenció de recuperar el tron, va fer una aliança amb Àustria i Anglaterra.
Després d'uns mesos d'inacció, al novembre el Ferran IV va donar l'ordre d'atacar Roma. D'aquest exèrcit en formava part Michele, el qual va participar el dia 27 en l'alliberament de la ciutat. Dos dies després el rei faria la seva entrada triomfal, de la qual molts van fer riota, ja que no havia estat en els moments difícils i reclamava la glòria. Michele va veure per primera vegada a la seva vida els avantatges de conquerir una ciutat: apropiació indeguda de béns i abusos que quedaven impunes. De moment l'exèrcit napolità sota les ordres de l'austríac Karl Mack von Leiberich, es va desfer i, sense més ordres, Michele va decidir tornar a la seva terra natal, Itri. La treva no va durar molt, l'exèrcit napoleònic es va reorganitzar i van anar amb més força a envair el Regne de Nàpols.

## De bandoler a líder del poble (1798-99)
L'armada francesa havia de passar per força per la via Apia anant cap a Nàpols i Itri es trobava en la mateixa ruta. Michele va pensar que atacar els francesos li seria fàcil, ja que coneixia l'entorn. La seva zona d'acció com a antic bandoler havia estat la via Appia Antica i més concretament la zona que travessaven les muntanyes compreses entre la plana de Fondi i el camí cap a Formia que passa pels Monts Ausons i els Monts Auruncs. Els primers a unir-se van ser els seus germans, després va aplegar altres vilatans que, al crit de "Fra Diavolo" l'acceptaven com a líder, el qual els va conduir cap a l'indret anomenat "fortí de Sant'Andrea", un antic edifici del segle xvi on havien d'esperar els enemics. A mitjan desembre va passar l'exèrcit napoleònic i es van trobar amb l'atac inesperat de la gent de Fra Diavolo. Els francesos es van fer enrere demanant suport al flanc dels polonesos, amb els quals el dia 29 van entrar a Itri, van saquejar la ciutat i van matar molta gent entre els quals estava el pare de Michele.
Fra Diavolo es va arreplegar amb sis-cents homes cap a les muntanyes, mentre elaborava un pla d'acció. A prop d'Itri, a Gaeta estava la fortalesa més potent del regne i va pensar a convertir-la en la seva base i refugi. Però quan hi va arribar el 31 de desembre va descobrir que el coronel suís Tschudy havia lliurat la fortalesa als francesos. Fra Diavolo va canviar de plans, assabentat que una part de l'exèrcit napoleònic havia arribar al riu Garigliano, va passar per tota la Terra di Lavoro reclutant més voluntaris, però dotze dies després va saber que amb el Tractat de Sparanise el general Mack s'havia rendit a l'enemic sense lluitar.

## De líder popular a capità d'infanteria (1799-1800)

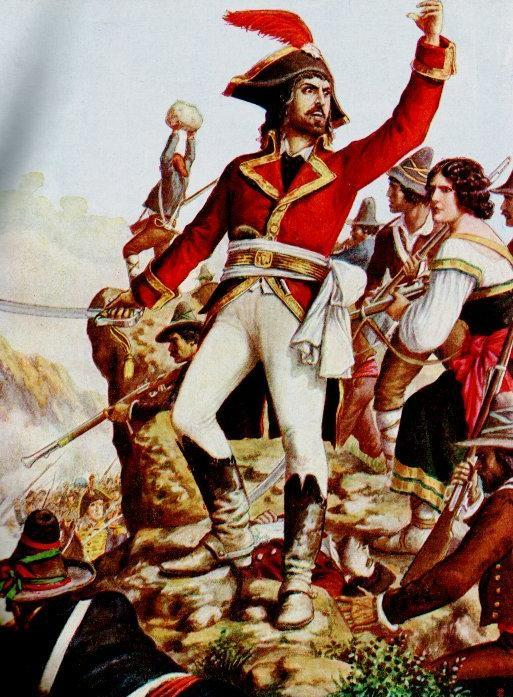
Fra Diavolo en una il·lustració de Paolo Giudici, en Storia d'Italia (Nerbini, 1929-32).

Fra Diavolo es va dedicar a esperar col·locat amb la seva banda al llarg de la Via Àpia i va interceptar tots els correus que van pujar: comunicacions entre Roma i Nàpols. A més va controlar el territori des de Gaeta fins a Càpua.
El 1799 es va formar la Segona Coalició contra Napoleó i Fra Diavolo es va presentar als anglesos, que tenien una base a l'illa de Procida, com a soldat del Regne de Nàpols, els quals li van donar dues pistoles i una barca. Va muntar la seva base a Maranola, un districte de Formio proper al Golf de Gaeta i va continuar amb la seva activitat de tallar comunicacions. La seva acció fou tan eficaç que els anglesos ho van reportar a Ferran IV. Al maig, quan la Segona Coalició va decidir traslladar l'acció a la fortalesa de Gaeta, Fra Diavolo va ser triat per comandar les operacions. El rei Ferran el va nomenar capità, mentre la reina consort Maria Carolina d'Àustria, per mostrar la seva admiració, li donà un fermall de diamants. El 15 de maig Fra Diavolo va dirigir el setge per terra, mentre que la flota anglesa bloquejava la fortalesa des del mar. A finals de juliol, després de tres mesos de setge, el general francès Girardon va començar negociacions per a la rendició, però volia tractar només amb l'anglès, creient que Fra Diavolo no era res més que un delinqüent. La resposta general va ser preparar-se per atacar la fortalesa, però una ordre del cardenal Fabrizio Ruffo, vicari general del Regne, li va ordenar que no es mogués. Ruffo no confiava en les tropes de voluntaris, els quals admirava pel seu coratge, però al mateix temps els temia per la seva salvatgia; per tant va avançar un tractat de pau. Quan l'almirall Nelson es va assabentar que els francesos fugien amb permís del cardenal es va enrabiar tot dient que havia estat un pacte indigne.
La ciutat de Nàpols ja havia estat alliberada i s'organitzaven plans per reconquerir territori romà que tornava a estar ocupada pels francesos, llavors Fra Diavolo es va apuntar per participar en la campanya. Mentre estava a Nàpols va passar la nit convidat a casa del primer ministre del rei, John Acton. Uns dies després es va casar amb Fortunata Rachele De Franco, una noia d'aquella ciutat.
El 20 d'agost va partir de Nàpols amb la seva tropa, el 9 de setembre havien arribat a Velletri i poc després es van aquarterar a Albano Laziale. Abans d'iniciar l'atac sobre Roma, tenia ordres d'esperar l'arribada de l'exèrcit regular i així ho va fer fins a mitjan setembre. Per garantir el subministrament d'aliments a la tropa no va dubtar en saquejar les granges de la rodalia. Roma fou alliberada el 30 de setembre però el nou govern va mostrar una inesperada indiferència cap als voluntaris de la lluita, als homes de Fra Diavolo no se'ls va permetre entrar en la ciutat, això si, se'ls va donar la paga, van lliurar les armes i cadascú va tornar a casa seva.
Fra Diavolo va tenir pitjor sort, fou arrestat a Albano Laziale, mentre dormia i fou empresonat a Castel Sant'Angelo. L'arrest havia estat ordenat per Diego Naselli, general de l'exèrcit napolità, desconeixent que el rei havia nomenat a Fra Diavolo coronel d'infanteria el 24 d'octubre. El judici no es va arribar a fer, ja que Michele va fugir la nit del 3 al 4 de desembre. Després de 200 km de fugida, va arribar a Nàpols, on va demanar audiència al sobirà, el qual el va amnistiar.

## Els anys a Nàpols (1800-1806)
A començaments del segle xix Michele Pezza va retornar a la seva ciutat natal amb el càrrec de Comandant General del departament d'Itri. Va néixer el primer fill Carlo i després el matrimoni va tenir una filla anomenada Clementina. Va començar una vida tranquil·la de militar retirat, però no era capaç de sentir-se en pau a causa dels deutes que havia contret i dels quals havia estat perdonat. Decidit a pagar a tots els qui l'havien finançat a Gaeta i a Roma, va deixant el càrrec de Comandant General i se'n va anar amb la seva família a Nàpols on va llogar un apartament al carrer Marinella. Llavors va presentar una sol·licitud perquè li revoquessin la condonació del deute, però sembla que el full es va perdre a les oficines reials i, després de diversos mesos, va escriure a la persona del rei, demanant de vendre la seva pensió per pagar els seus prestadors, per no ser criticat per obtenir un favor a canvi de perjudicar altres. No obstant això, la petició va ser rebutjada.

## De coronel a delinqüent més buscat (1806)
El 1806 Napoleó va obtenir una victòria important sobre la Quarta Coalició i una de les primeres decisions va ser declarar la guerra al Regne de Nàpols. El Consell de guerra de Ferran IV va decidir cridar a l'acció al coronel Pezza i aquest va començar a reclutar voluntaris, mentrestant el rei marxava cap a Palerm. Pocs dies després rebia ordres de no oferir resistència a les tropes napoleòniques, el germà de Napoleó Josep Bonaparte havia estat coronat nou rei.
Fra Diavolo va ser un dels dos comandants militars que van desobeir l'ordre, el segon va ser el general Luigi Philippstadt, Príncep de Hesse, comandant de la fortalesa de Gaeta. Fra Diavolo, que sempre havia previst la fortalesa com a base de les seves operacions, se'n va anar allà sense demora. Pocs dies després els francesos van arribar davant la fortalesa i van ser assetjats. En les setmanes següents Fra Diavolo es va dedicar a atacar arriscadament les posicions franceses, llavors els va desafiar en camp obert amb uns pocs homes. Ell i el seu germà van estar a punt de ser capturats però van poder fugir fins a Scauri, un districte de Minturno, des d'on van embarcar cap a Gaeta, al Laci.
A finals d'abril el monarca, que estava a Palerm, li va fer saber que l'almirall Sidney Smith, de la flota reial, li havia proposat reorganitzar l'Exèrcit de la Santa Fe que el cardenal Ruffo havia creat set anys abans, sublevar primer Calàbria i avançar cap al nord després. Fra Diavolo va acudir a la cita i el 28 de juny Smith fou nominat comandant en cap de l'expedició. Fra Diavolo, va desembarcar de les naus angleses al port d'Amantea on aviat va aconseguir molts adeptes i va crear una legió que va nomenar «Legió de la Venjança». El general francès Verdier va passar per Cassano però fou rebutjat pels habitants de la contrada que s'havien sublevat en massa i la revolta s'estava estenent per tota la contrada. La flota anglesa va reclamar Fra Diavolo i el va portar a Palerm, deixant els calabresos a la mercè dels enemics. A la cort, el rei el va recompensar amb el títol de Duc de Cassano. En els dies següents els francesos van reprimir les rebel·lions de Calàbria. A Fra Diavolo se li va acudir una idea desesperada: sublevar la Campània a l'esquena dels francesos. El 2 de setembre va desembarcar a Sperlonga i després va anar cap a Itri; decidiria què fer segons els homes que pogués reclutar. Pocs es van sentir atrets per l'empresa d'atacar els invasors en camp obert. Va robar dos canons i es va atrinxerar a Sora, però els francesos resistien i després de tres dies es va quedar sense munició, llavors va fugir cap a la vall del riu Roveto per amagar-se a les muntanyes de Miranda. El govern francès el va declarar enemic número u del Rene de Nàpols i va oferir 17.000 ducats pel seu cap.
Fra Diavolo, amb només un grup de tres-cents homes anava per tots els pobles intentant tornar a sublevar la població sense aconseguir-ho; mentrestant els francesos tenien militars vigilant tots els camins. Al coronel Joseph Léopold Sigisbert Hugo (pare de l'escriptor Victor Hugo li van encomanar la tasca de trobar-lo viu o mort.

## Darrera batalla i mort
Michele estava acorralat a la vall de Bojano, una pluja incessant va deixar inservibles els fusells i la batalla es va perllongar durant sis dies. Es calcula que van morir uns quatre-cents francesos i quaranta insurgents, tots per arma blanca. Fra Diavolo fou sorprès per Hugo a la gorja de les Forques Caudines, va provar de fugir fins que a Baronissi, exhaust, fou capturat. El van conduir fins a Nàpols i a la plaça del mercat fou condemnat a mort per un tribunal i executat l'11 de novembre.

## Literatura, òpera i cinema
Victor Hugo va escriure sobre ell: "Fra Diavolo personificava el típic personatge, que es troba a tots els països envaïts pels estrangers, el bandoler patriota, l'insurrecte legítim en lluita contra l'invasor. Ell va ser per Itàlia, el mateix que després seria el Empecinado per Espanya, Kanaris per Grècia i Abd el-Kader per l'Àfrica!"
La figura de Fra Diavolo apareix en la novel·la d'Alexandre Dumas La San-Felice (1864), que tracta sobre els esdeveniments que van portar a la creació de la República Partenopea.
El 1830, el compositor francès Daniel Auber es va inspirar en la vida del bandoler per compondre l'opéra-comique Fra Diavolo, ou L'hôtellerie de Terracine, amb el llibret d'Eugène Scribe i Casimir Delavigne (els quals es van permetre moltes llicències sobre la història original). L'òpera es va representar per primera vegada el 28 de gener del 1830 all'Opéra Comique de París.
Al segle xx se'n van fer diverses versions cinematogràfiques:
- Fra Diavolo en la Alameda (1906), de Salvador Toscano (Mèxic)
- Fra Diavolo (1912), d'Alice Guy (EUA)
- Fra Diavolo  (1924), d'Emilio Zeppieri (Itàlia)
- Fra Diavolo  (1925), de Mario Gargiulo i Roberto Roberti (Itàlia)
- Fra Diavolo  (1931), de Mario Bonnard (França)
- Fra Diavolo  (The Devil's Brother) (1933), de Hal Roach i Charles Rogers (EUA)
- Fra Diavolo  (1942), de Luigi Zampa (Itàlia)
- Donne e briganti (1950), de Mario Soldati (Itàlia)
- La leggenda di Fra Diavolo (1962), de Leopoldo Savona (Itàlia)
- I tromboni di Fra Diavolo (1962), de Giorgio Simonelli (Itàlia)
- Il fiocco rosso (2008), d'Antonio Colaruotolo (Itàlia)